# Меркуров Сергій Дмитрович
Сергі́й Дми́трович Мерку́ров (рос. Сергей Дмитриевич Меркуров; * 26 жовтня (7 листопада) 1881, Александрополь, нині Ґюмрі — † 8 червня 1952, Москва) — російський скульптор греко-вірменського походження. Народний художник СРСР (1943). Дійсний член Академії мистецтв СРСР (1947).

## Біографічні відомості
У 1901—1902 роках навчався в Київському політехнічному інституті. у 1902—1905 роках навчався у Мюнхенській академії мистецтв.

## Творчість
Із ранніх творів Меркурова найвідоміші пам'ятники Льву Толстому в Москві (1911—1913, споруджено 1928) та пам'ятник Федору Достоєвському в Москві (1911—1913, споруджено 1918).
Учасник Всесоюзного конкурсу на проекти пам'ятників Тарасу Шевченку для Харкова та на могилі в Каневі (у співавторстві з Федором Кричевським, 1933).
Автор пам'ятника пам'ятника В. І. Леніну в Києві (1946).
Лауреат Сталінської премії (1941, 1951).